# Yūta Okkotsu
Yuta Okkotsu ( 乙骨 憂太 Okkotsu Yūta?) es el protagonista del manga Jujutsu Kaisen 0, creado por Gege Akutami. Yuta es un adolescente que es perseguido por Rika Orimoto, su difunta amiga de la infancia que ahora está maldita ya que ambos prometieron casarse cuando fuesen adultos. En noviembre de 2016, conoce a Satoru Gojō, un hechicero de jujutsu que lo convence a entrar a la Escuela Técnica de Magia del Área Metropolitana de Tokio. Aparece como personaje de apoyo en su secuela Jujutsu Kaisen, como un hechicero más experimentado.
Yuta fue creado por Akutami como un personaje que no se desarrollaría adecuadamente debido a que Jujutsu Kaisen 0 previamente no iba a ser serializado. Lo escribió y lo comparó con el protagonista de Jujutsu Kaisen, Yūji Itadori basado en su caracterización inicial, pero con diferente personalidad. En la película Gekijō-ban Jujutsu Kaisen 0 (2021), Megumi Ogata interpretará a Yuta.
La respuesta crítica a Yuta se ha mezclado con los críticos de los medios que lo encuentran un protagonista más o menos atractivo que Yuji como resultado de sus poderes e historias de fondo. Su reaparición en Jujutsu Kaisen también sorprendió a los medios debido a sus rasgos cambiados. No obstante, Yuta ha sido un personaje popular dentro de la serie.

## Creación
Akutami nunca tuvo la intención de que su serie Jujutsu Kaisen 0 fuese serializada. Originalmente, Yuta estaba destinado a ser el protagonista principal de la franquicia. Las similitudes entre él y Yuji incluyen su introducción al mundo del jujutsu, la tragedia, la ingenuidad y haberse enfrentado a la muerte. A pesar de sus similitudes, los dos se han diferenciado con notabilidad dada a cómo «se comportan de manera muy diferente... Itadori es extrovertido, mientras que Yuta es más reservado».
Park Sung-hoo, quien dirigió la primera temporada del anime, así como la nueva película de la precuela, originalmente quería contar la historia de Yuta en los primeros episodios del anime, pero finalmente decidió iniciar desde donde comienza el manga, con la introducción de Yuji al mundo de los hechiceros y las maldiciones.
Al elegir a Megumi Ogata como la voz de Yuta, Akutami imaginó al personaje como «neutral, suave y amable, y con un gran swing emocional en su cabeza». El nombre de Ogata fue mencionado como un ejemplo de un actor cercano a eso, y en respuesta a eso, el director Park y el equipo de anime decidieron unánimemente elegirla. La propia Ogata dijo que le gustaría apreciar la imagen original y crear su propia imagen de Yuta con todos los corazones del equipo. Ogata lo describe como un personaje atractivo debido a lo más fuerte que se vuelve cuando interactúa con los demás.

## Apariciones

### Jujutsu Kaisen 0
Como protagonista de Jujutsu Kaisen 0, Yuta fue inicialmente acechado por el espíritu de su amiga de la infancia, Rika Orimoto. Satoru se hizo cargo del caso de Yuta y lo inscribió en la escuela secundaria de jujutsu de Tokio, donde se hizo amigo de Maki Zenin, Toge Inumaki y Panda. Después de entrenar con Gojo y los otros estudiantes, Yuta aprende a controlar su energía maldita y se convierte en un hábil espadachín. Incluso después de que se rompiera la maldición de Rika, Yuta continúa siendo un hechicero de grado especial, tanto que puede vencer a Suguru Geto, y Gojo ha declarado que Yuta tiene el potencial para vencerlo. El gran poder de Yuta proviene de ser descendiente de uno de los tres grandes clanes de hechiceros y es la razón por la que maldijo a Rika cuando rechazó su muerte de niño. Yuta todavía es estudiante de segundo año en el instituto y estudia en el extranjero.

### Jujutsu Kaisen
En Jujutsu Kaisen, Yuta regresa como el verdugo de Yuji por poseer un demonio maldito, Sukuna, después de que su mentor Gojo fuera sellado. Está siendo perseguido por un demonio al que llama Rika, pero se desconoce si su naturaleza es la misma de antes u otra. Yuta llega a donde Yuji y Choso se enfrentan a Naoya Zenin. Yuta derrota fácilmente a Yuji pero finge matarlo. Mientras Yuji está confundido, Yuta le dice que estaba actuando debido a la petición de Gojo de protegerlo en caso de que algo le sucediera. Yuta luego se reúne con sus aliados para ayudar a Gojo.

## Recepción
En una encuesta de popularidad de Viz Media realizada en marzo de 2021, fue votado como el octavo personaje popular de la franquicia.
En una review de Jujutsu Kaisen 0, Comic Book Resources vio paralelismos entre Yuta y Yuji en lo que respecta a cómo se presentan, pero llevaron caminos diferentes. Criticó el arco de su personaje porque «está lejos de ser innovador en el origen de un protagonista shonen». Sin embargo, el escritor encontró atractivo su desarrollo en el manga debido a cómo forma vínculos con otros personajes vistos brevemente en Jujutsu Kaisen. Habiendo visto previamente al Yuta mayor en una posición irónica durante la narrativa del manga, The Mary Sue también vio paralelos entre los protagonistas del mangaka ya que ambos lidian con una maldición de la que están tratando de deshacerse, aunque el crecimiento de Yuta lo hace atractivo ya que deja de querer tener una muerte para apreciar su vida. El hecho de que Yuta maldijera a Rika en lugar de revertirlo se sintió como un giro fuerte según el crítico. Como resultado, Yuta se vuelve más comprensivo a través de Jujutsu Kaisen 0. De manera similar, Otaquest comentó que el manga era necesario para explicar adecuadamente la caracterización y el papel de Yuta en la serie principal, ya que dicho manga no explora el personaje de Yuta. Sin embargo, Otaquest dijo que Yuta era un personaje más interesante que Yuji, ya que su personaje es más convincente hasta el punto de que Yuji se siente menos activo.
Comic Book Resources hizo un artículo completamente dedicado a Yuta que los espectadores deben leer para comprender la adaptación cinematográfica de la precuela. Yuta fue criticado por ser dominado en comparación con el resto del elenco, haciéndolo mucho menos identificable que el más débil Yuji. No obstante, el potencial de poder que tiene Yuta fue visto como prometedor ya que es pariente lejano de Gojo. Boston Bartand Brigade, por otro lado, comentó que ve a Yuta como un personaje más atractivo que Yuji debido a su trágica historia, sobre todo su relación con la difunta Rika, algo que contrasta con el demonio de Yuji, Sukuna. Como resultado, el crítico espera que Yuta regrese al manga principal. Akiba Station encontró a Yuta más atractivo debido a su trágico romance de una manera similar a los comentarios de Boston Bartanbd Brigade que compararon los dos protagonistas dándole potencial para una historia interesante. A Manga News también le agradó el enfoque dado al romance de Yuta, así como de su profundo vínculo que aparece en la precuela y esperaba que pudiera regresar en Jujutsu Kaisen apoyando a Yuji.
El regreso de Yuta en Jujutsu Kaisen sorprendió a Mary Sue y encontró irónico que el papel del exprotagonista es matar al actual, ya que contrastaba su caracterización inicial. Comic Book Resources comentó que la nueva aparición de Yuta en el manga principal era bastante diferente a la original, pero aún sentía que su papel en el 2021 todavía era «perfecto» ya que la narrativa se enfoca principalmente en él en lugar de otros personajes de Jujutsu Kaisen más regulares. El mismo sitio puso énfasis en el lado antagónico ambiguo de Yuta en la serie principal, ya que podría servir como un papel interesante si se encuentra con Yuji en su búsqueda para matarlo.